# Chicago Board Options Exchange
Chicago Board Options Exchange (CBOE) är världens äldsta och en av de största börserna för handel med optioner. Den årliga omsättningen uppgår till fler än 450 miljoner optionskontrakt. CBOE grundades 1973.